# Álvaro Gutiérrez
Álvaro Gutiérrez Pelscher (Montevideo, 21 luglio 1968) è un allenatore di calcio ed ex calciatore uruguaiano, di ruolo centrocampista. Ha vinto la Copa América 1995 con la nazionale di calcio uruguaiana.

## Carriera

### Club
Debutta nel 1988 con la maglia nel Bella Vista. Nel 1990 fa parte della rosa del club che vince il primo e unico campionato di calcio uruguaiano della sua storia. Nel 1992 si unisce al Nacional, dove vince subito il titolo nazionale.
Dopo la vittoriosa Copa América 1995, si trasferisce al club spagnolo del Real Valladolid nel quale rimane fino al 1998. Dopo un breve periodo al Rayo Vallecano torna al Bella Vista nel 1999.
Si è ritirato nello Sporting de Gijón nel 2001.

### Nazionale
Ha giocato 38 volte con la nazionale di calcio dell'Uruguay tra il 1991 e il 1997, vincendo la Copa América 1995.

## Palmarès

### Club

#### Competizioni nazionali
- Campionato uruguaiano: 2

Bella Vista: 1990
Nacional: 1992

### Nazionale
- Coppa America: 1

Uruguay 1995